# ماك هاريل
ماك هاريل (بالإنجليزية: Mack Harrell)‏ هو مغني ومغني أوبرا أمريكي، ولد في 8 أكتوبر 1909 في سيليست في الولايات المتحدة، وتوفي في 29 يناير 1960 في دالاس في الولايات المتحدة.

## وصلات خارجية
- ماك هاريل على موقع ميوزك برينز (الإنجليزية)
- ماك هاريل على موقع قاعدة بيانات برودواي على الإنترنت (الإنجليزية)
- ماك هاريل على موقع ديسكوغز (الإنجليزية)